# Hydroaluminierung
Als Hydroaluminierung bezeichnet man die Addition einer Aluminium-Wasserstoff-Verbindung an Alkene oder Alkine. Die Umsetzung gehört zum allgemeinen Reaktionstyp der Hydrometallierung.
Für Hydroaluminierungen werden oft Dialkylaluminiumhydride wie Diisobutylaluminiumhydrid (DIBAL) als Reduktionsmittel verwendet. DIBAL lässt Kohlenstoff-Mehrfachbindungen bei Temperaturen unter 60 °C intakt, bei Temperaturen darüber greift es sie unter Hydroaluminierung an.
Im Vergleich zur Hydroborierung ist zur Oxidation der Al-C-Bindung kein Peroxid nötig.